# Frans Posthuma

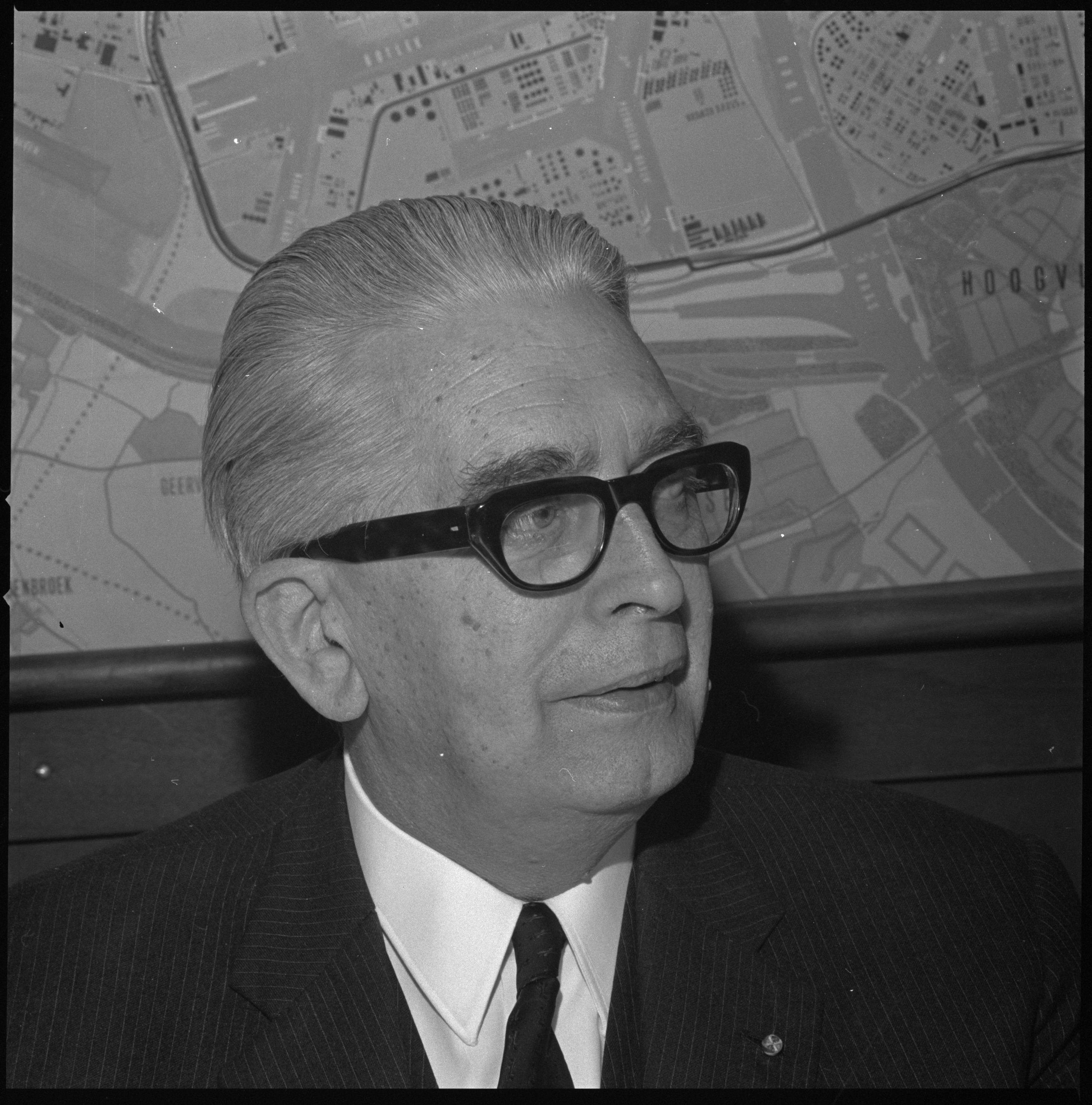
Ir. F. Poshuma

Frans Posthuma (Goënga, 14 september 1913 – Terzool, 24 juli 1986) was een Nederlands waterbouwkundig ingenieur die een belangrijke rol speelde in de ontwikkeling van de haven van Rotterdam. 

## Biografie
Frans Posthuma was een zoon van de schoenmaker Jochem Posthuma en Hendrikje Bakker. Hij werkte, na in mei 1941 te zijn afgestudeerd als civiel ingenieur aan de Technische Hogeschool in Delft, bij de Dienst Wederopbouw Rotterdam. Omdat hij weg wilde uit de door het bombardement op Rotterdam verwoeste stad, solliciteerde hij bij een waterleidingbedrijf in Roosendaal en bij een steenfabriek, maar dat werd niets, dus ging hij toch maar bij het Gemeentelijk Havenbedrijf werken. Van 1945 tot zijn pensionering was hij hier werkzaam, sinds 1957 als onderdirecteur en sinds 1959 als directeur. Hij ging in september 1973 met pensioen. Hij werd toen benoemd tot ridder in de Orde van de Nederlandse Leeuw. Hij speelde een belangrijke rol bij de ontwikkeling van het Botlek- en Europoortgebied.  
Binnen het Gemeentelijk Havenbedrijf heeft hij zijn stempel vooral gezet op de uitbreiding van de havengebieden in het westen van Rotterdam. Hij stimuleerde de realisatie van de Botlek en Europoort. Ook was hij actief in het overhevelen van industrie naar andere havengebieden. Zo speelde hij in 1966 een rol bij de vestiging van een raffinaderij in het Sloegebied (i.p.v. Rotterdam). Het duurde wel tot 1973 voordat daar de raffinaderij van Total werd geopend). Ook stond hij aan de wieg van de Maasvlakte. Hij maakte zich zorgen over de realisatie omdat tegelijkertijd veel baggermaterieel bij havenaanleg elders werd ingezet. Het havenbedrijf speelde ook een bemiddelende rol bij het stimuleren van samenwerking tussen bedrijven bij nieuwe ontwikkeling, zoals bij de graanoverslag in 1969.
In de jaren 1960 werden grootse plannen ontwikkeld voor havenuitbreiding, dat niet alleen een Tweede Maasvlakte, maar ook havencomplexen op Voorne-Putten en de Hoeksche Waard besloeg. Het argument daarvoor was dat de petrochemische industrie graag nieuwe vestigingen dicht bij de bestaande vestigingen in Pernis wilde hebben.

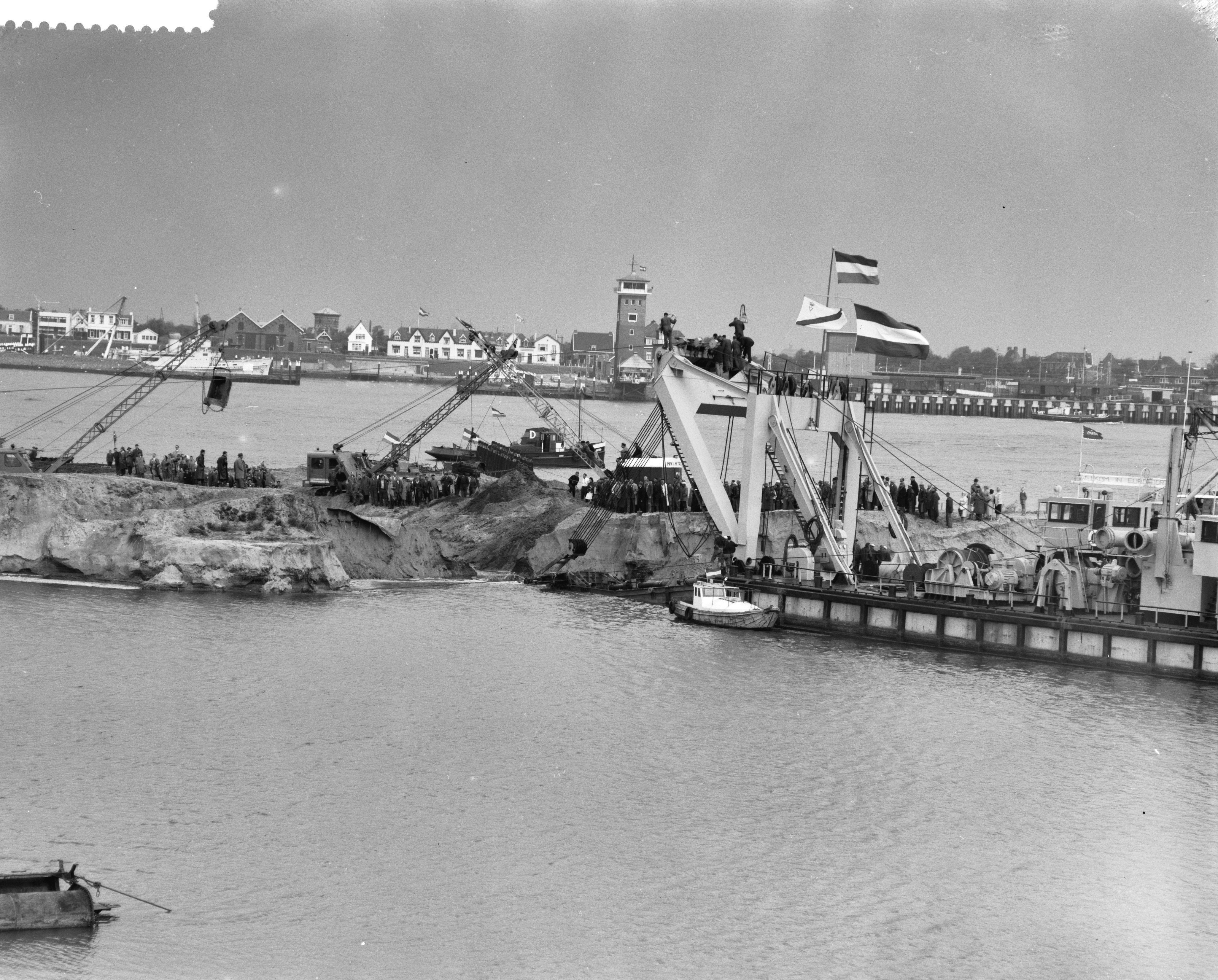
Doorbraak van de havenmond naar Europoort in 1960

Het probleem bij ontwikkeling van Europoort en de Maasvlakte was het verlies van natuurgebieden. In de loop der jaren is het belang van natuurgebieden steeds toegenomen, hiervoor kwam steeds meer aandacht.
Het Gemeentelijk Havenbedrijf heeft zich onder zijn leiding ontwikkeld tot een bedrijf dat vooral actief is op het regelen van de gang van zaken in de haven, de ontwikkeling van haventerreinen en het werven van bedrijven die zich hier vestigen. Het bedrijf heeft zich nadrukkelijk niet ontwikkeld als een bedrijf dat daadwerkelijk de overslag van goederen doet (het heeft bijv. geen kranen in eigendom). Wel stimuleerde Posthumus sterk samenwerking van stuwadoorsbedrijven, zoals bijvoorbeeld bij de ontwikkeling van een fruitterminal. Na zijn pensionering was hij actief in ontwikkelingslanden, met name in het opzetten van een goede haveninfrastructuur.
Posthuma werd begraven op het kerkhof te Goënga, waar ook zijn vader en moeder werden begraven.
- Virtual International Authority File: 291138609